# الجديدة (أعزاز)
الجديدة قرية سوريّة تتبع إداريّاً لمحافظة حلب منطقة أعزاز ناحية صوران، بلغ تعداد سكانها 63 نسمة حسب التعداد السكاني لعام 2004.